# (37484) 2174 T-1
2174 T-1 (asteroide 37484) é um asteroide da cintura principal. Possui uma excentricidade de 0.19271610 e uma inclinação de 2.88291º.
Este asteroide foi descoberto no dia 25 de março de 1971 por Cornelis Johannes van Houten e Ingrid van Houten-Groeneveld e Tom Gehrels em Palomar.